# Cantata para un Hombre Libre
Cantata para un Hombre Libre es la segundo disco interpretado por Los Calchakis con la colaboración del Coro de la Sorbona, grabada en 1982 con el sello francés ARION. La obra está dedicada a Ernesto Che Guevara.

## Lista de canciones
La Cantata para un Hombre Libre consta de 7 pistas, todas ellas compuestas por H. Miranda y A. Ariel.:
1. Introducción
2. El exilio
3. La interrogación
4. El desembarco
5. La caída
6. Invocación
7. La esperanza

El disco se completó con otras 7 canciones independientes:
| N.º | Título                           | Música                             | Duración |  |
| 8.  | «La partida»                     | C. Bonet                           |          |  |
| 9.  | «Tarde de Octubre»               | H. Miranda y J. Martí              |          |  |
| 10. | «Hasta siempre comandante»       | C. Puebla                          |          |  |
| 11. | «Que vuele el quetzal»           | Alfredo de Robertis y A. Rodríguez |          |  |
| 12. | «Homenaje a Ernesto Che Guevara» | H. Miranda y J. Martí              |          |  |
| 13. | «Hombre voluntad»                | H. Miranda y Saavedra              |          |  |
| 14. | «El monumento»                   | folklore arr. H. Miranda           |          |  |

## Integrantes
- Héctor Miranda
- Aldo Ariel
- Carlos Morales
- José Marti
- Alberto Rodríguez